# روبرت ميريت
روبرت ميريت هو ناقد سينمائي وكاتب مسرحي كندي، ولد في 1936، وتوفي في 5 يونيو 1999.